# Oleh, Rozdilna
Oleh (în ucraineană Олег) este un sat în comuna Velîkoploske din raionul Rozdilna, regiunea Odesa, Ucraina.

## Demografie
Componența lingvistică a localității Oleh
     Ucraineană (80%)
     Rusă (17,14%)
     Română (2,86%)
Conform recensământului din 2001, majoritatea populației localității Oleh era vorbitoare de ucraineană (80%), existând în minoritate și vorbitori de rusă (17,14%) și română (2,86%).